# نوکیان تایرز
نوکیان تایرز (به فنلاندی: Nokian Tyres) شرکت فنلاندی تولیدکننده لاستیک خودرو است، که دفتر مرکزی آن در شهر نوکیا، فنلاند قرار دارد. فرم کنونی این شرکت در سال ۱۹۳۲ تأسیس شد و هم‌اکنون یکی از سرشناس‌ترین تولیدکنندگان تایر در جهان است.
نوکیا تایرز در کارخانجات تولیدی خود انواع تایر تابستانی، زمستانی و چهارفصل را برای خودروهای سواری تولید می‌کند. تایرهای کشاورزی، تجهیزات صنایع سنگین، ماشین‌های معدنی و عمرانی نوکیان تایرز در کارخانه این شرکت در فنلاند، تولید می‌شود.

## تاریخچه
ریشه‌های تأسیس این شرکت به سال ۱۸۶۵ میلادی باز می‌گردد. زمانی که فردریک ایدستام که مهندس معدن بود کارخانه آسیاب خمیر چوب و کاغذ را در منطقه‌ای در نزدیکی شهر تامپره فنلاند به نام نوکیا، پایه‌گذاری کرد.
او شش سال بعد با همکاری دوست خود لئو میشلین، شرکت سهامی نوکیا را تأسیس کرد. شرکتی که در حوزه جنگل و صنعت برق، فعال بود.
شرکت لاستیک فنلاند که در سال ۱۸۹۸ و شرکت کابل فنلاند که در سال ۱۹۱۷ تأسیس شدند، به عنوان دو شرکتی که نوکیا مالکیت مشترک آن‌ها را داشت، فعالیت‌های تولیدی نوکیا را وارد عرصه‌هایی چون تولید کابل برق، تلفن و محصولات لاستیکی کردند، هر چند که حضور نوکیا در صنعت کاغذ سازی، جنگلداری و صنعت برق، هرگز کمرنگ نشد.
در سال ۱۹۲۲، نوکیا عملاً مالک سه شرکت فعال در صنایع متفاوت بود. بخش لاستیک نوکیا که از آغاز، تنها تولیدکننده محصولات لاستیکی بود، بر روی تولید لاستیک خودرو متمرکز شد؛ و در سال ۱۹۳۴، تولید لاستیک خودرو را آغاز کرد.
بدین ترتیب در سال ۱۹۳۶ میلادی، یکی از پرافتخارترین اتفاقات شرکت نوکیا به وقوع پیوست و این شرکت در صنعت تایر خودرو، صاحب نام شد.
لاستیک نوکیا در مسابقات رالی جهانی، بارها افتخار آفرید. در سال ۱۹۶۳ بازخورد مثبت رانندگان رالی، توجه عمومی را در سطح جهان، متوجه نوکیا تایر کرد.
تا اینکه در سال ۱۹۶۷ شرکت نوکیا و بخش‌های متنوع تولیدی زیرمجموعه آن، به عنوان یک شرکت ارتباطات مدرن، تحت عنوان نوکیا کورپوریشن یکپارچه شدند. کورپریشنی که همچنان در صنعت تایرسازی، مخابرات، جنگلداری، برق و تولید کابل، افتخار آفرین بود.
بیست و یک سال پس از شکل‌گیری نوکیا کورپوریشن، در سال ۱۹۸۸ بخش تولید تایر این شرکت، در قالب یک شرکت سرمایه‌گذاری مشترک از شرکت مادر جدا شد. نوکیا کورپوریشن، برای این شرکت تازه متولد شده، نام نوکیا تایرز را برگزید.
کارخانه نوکیا تایرز، با بیش از هشتاد سال تجربه، بی‌وقفه و خستگی ناپذیر به تولید تایرهای ایمن و دوستدار محیط زیست ادامه می‌دهد.
سهام شرکت نوکیا تایرز در سال ۱۹۹۵، وارد بورس هلسینکی شد و تنها سه سال بعد، نوکیا کورپوریشن به بزرگترین تولیدکننده تلفن همراه در جهان، تبدیل شد. نوکیای مادر که تا سال ۲۰۰۳ میلادی مالک ۱۸٫۹ درصد سهام شرکت نوکیا تایرز بود، سهام خود را به ارزش بیش از هفتاد و سه میلیون دلار به بریجستون ژاپن فروخت.

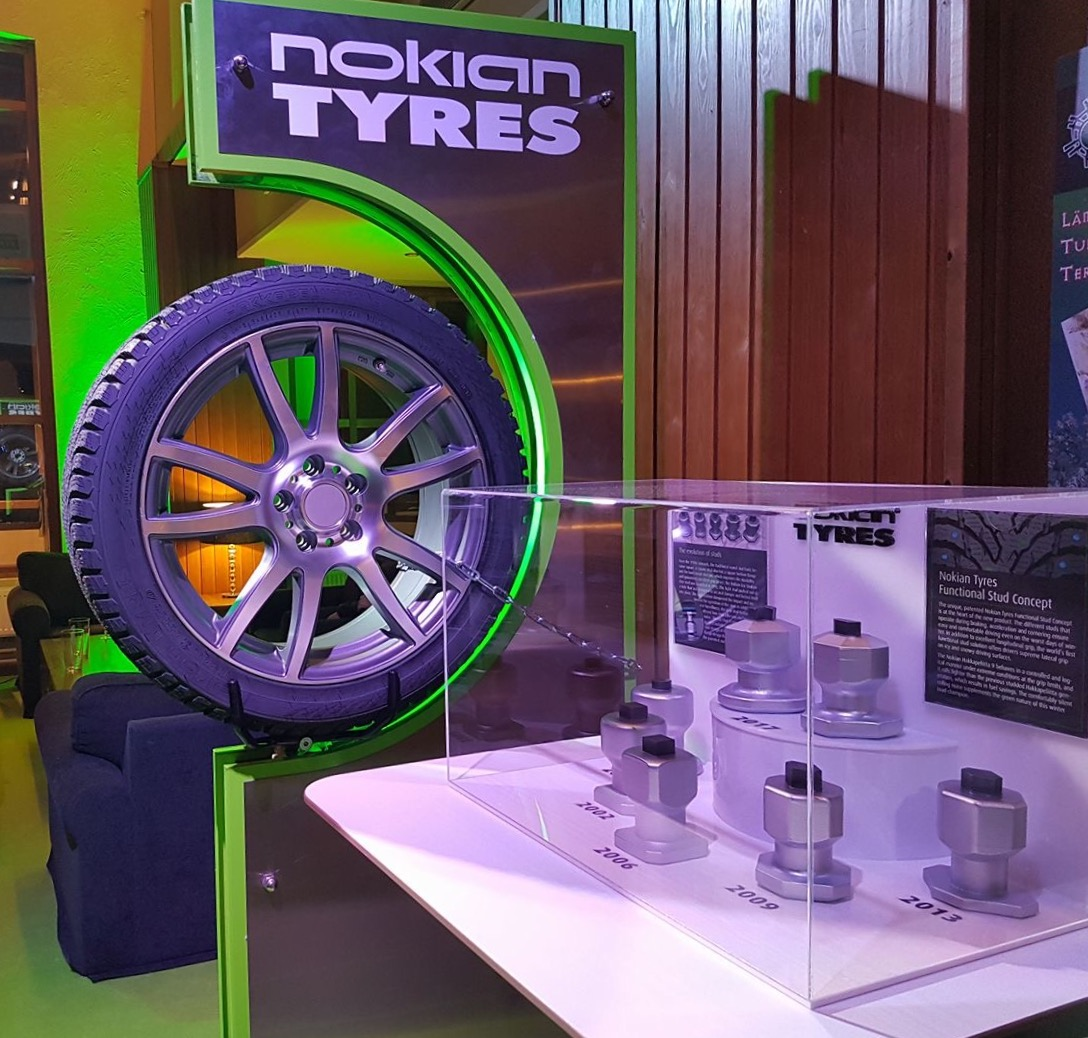

کارخانه نوکیا تایرز در شهر نوکیا فنلاند، همچنان خط تولید اصلی این شرکت است. این شرکت همچنین، کارخانه‌ای مدرن با فناوری‌های نوین در سن پترزبورگ روسیه دارد. نوکیا تایرز علاوه بر سرمایه‌گذاری مشترک با یک شرکت قزاق و احداث خط تولید در قزاقستان، به ارائه مشاوره‌های فنی و تخصصی به کشورهای شرق اروپا و آسیای مرکزی ادامه می‌دهد.
فروش خالص کارخانه نوکیا تایرز در سال ۲۰۱۵ بالغ بر یک میلیارد و چهارصد میلیون یورو بوده و تعداد کارکنان این شرکت در پایان همان سال به۴۴۰۰ نفر رسیده است.
کارخانه نوکیا تایرز، برنامه‌های خود را کاملاً منطبق با قوانین و مقررات کشور فنلاند و اساسنامه تأیید شده‌اش اجرا می‌کند. این شرکت، محصولات کیفی خود را منطبق با بالاترین سطح کیفیت استاندارد اتحادیه اروپا، تولید و عرضه می‌کند.